# Mastermind (Album)
Mastermind ist das sechste Album des US-amerikanischen Rappers Rick Ross. Es erschien am 28. Februar 2014 über die Labels Maybach Music, Slip-n-Slide Records und Def Jam Recordings. Als sechstes Album des Rappers erreichte Mastermind Platz 1 der US-amerikanischen Billboard 200.

## Titelliste
1. Intro – 1:01
2. Rich Is Gangsta – 3:16
3. Drug Dealer's Dream – 4:02
4. Shots Fired – 0:53

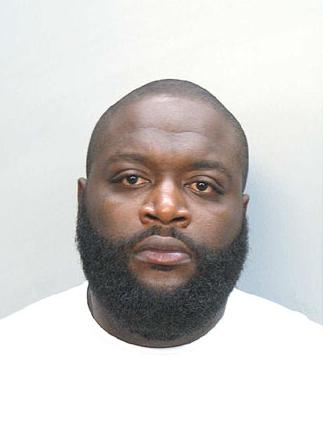
Rick Ross

5. Nobody (feat. French Montana) – 4:41
6. The Devil Is a Lie (feat. Jay-Z) – 5:10
7. Mafia Music III (feat. Sizzla und Mavado) – 5:07
8. War Ready (feat. Jeezy) – 7:03
9. What a Shame (feat. French Montana) – 2:14
10. Supreme – 3:37
11. BLK & WHT – 3:59
12. Dope Bitch (Skit) – 2:53
13. In Vein (feat. The Weeknd) – 4:21
14. Sanctified (feat. Kanye West und Big Sean) – 4:49
15. Walkin' on Air (feat. Meek Mill) – 4:28
16. Thug Cry (feat. Lil Wayne) – 4:25
17. Blessing in Disguise (feat. Scarface und Z-Ro) (Bonus-Titel der Deluxe Edition) – 4:56
18. Paradise Lost (Bonus-Titel der Deluxe Edition) – 4:58
19. You Know I Got It (Reprise) (Bonus-Titel der Deluxe Edition) – 4:39

## Rezeption
Aria Nejati von Hiphop.de lobte Mastermind als „vielleicht Rick Ross’ bestes Album“. Man müsse „für Ross’ Art empfänglich sein“, denn er biete „thematisch genau das, was man von ihm erwartet, was er kann und was man ihm ankreiden kann“. Insbesondere herauszuheben sei Sanctified mit Kanye West, auf dem „ein Gospel-Intro in einer düsteren Striphymne mündet“. Das erinnere an „eine ausgearbeitete Version des Yeezus-Konzepts, das in dieser Form nun auch auf normalen Rap-Alben“ funktioniere.
Die E-Zine laut.de bewertete Mastermind mit vier von möglichen fünf Bewertungspunkten. Redakteur David Maurer erklärte, sofern sich der Hörer darauf einlassen könne, „sein Hirn weitestgehend abzuschalten und lediglich den fetten Klängen aus den Boxen zu lauschen“, begeistere Rick Ross „in all seiner Einfältigkeit auch im sechsten Anlauf“. „Ausgefeiltes Storytelling“ gehöre nicht zu den Stärken des Rappers. So erzähle Ross etwa in Devil Is A Lie „keine vertrackte Geschichte über Aufstieg und Fall, über Loyalität und Hinterlistigkeit“, sondern nehme den Hörer „mit in sein abgehobenes Bonzen-Imperium aus Kokain, Geld, Macht und Luxuskarossen“. Die einzige Ausnahme bilde das Stück Nobody, in dem der Rapper ein fehlgeschlagenes Attentat gegen ihn aus dem Januar 2013 verarbeitet. Die Produktionen von Blk & Wht und What A Shame werden von Maurer als „mächtige Beats“ beschrieben, die die „ideale Grundlage für [Ross’] voluminöses, gewohnt heiseres Organ“ darstellen.

## Chartplatzierungen
Mastermind stieg in den Vereinigten Staaten auf Platz 1 der Album-Charts ein. Damit ist es die fünfte Album-Veröffentlichung von Ross, die die Spitzenposition erreichen konnte. In der ersten Woche wurden 179.215 Einheiten des Tonträgers verkauft. Die zweite Verkaufswoche endete mit 49.000 verkauften Einheiten und einer damit verbundenen Chartplatzierung auf Rang 3. Auch im Vereinigten Königreich positionierte sich die Veröffentlichung mit Platz 11 in den Album-Charts. Zudem stieg mit Mastermind erstmals ein Album von Rick Ross in die deutschen Album-Charts ein. Dort konnte Rang 89 erreicht werden.
| ChartsChartplatzierungen       | Höchstplatzierung | Wochen |
| ------------------------------ | ----------------- | ------ |
| Deutschland (GfK)              | 89 (1 Wo.)        | 1      |
| Schweiz (IFPI)                 | 20 (2 Wo.)        | 2      |
| Vereinigte Staaten (Billboard) | 1 (22 Wo.)        | 22     |
| Vereinigtes Königreich (OCC)   | 11 (4 Wo.)        | 4      |

| ChartsJahrescharts (2014)      | Platzierung |
| ------------------------------ | ----------- |
| Vereinigte Staaten (Billboard) | 44          |